# Acropora navini
Acropora navini là một loài san hô trong họ Acroporidae. Loài này được Veron mô tả khoa học năm 2002.